# Klösmühle
Klösmühle  (fränkisch: Gleesmühl) ist ein Gemeindeteil des Marktes Markt Taschendorf im Landkreis Neustadt an der Aisch-Bad Windsheim (Mittelfranken, Bayern). Klösmühle liegt in der Gemarkung Frankfurt.

## Geographie
Die Einöde liegt in Tallage an der Steinach und an der Staatsstraße 2417, die unmittelbar südlich in die Staatsstraße 2259 mündet bzw. nach Frankfurt führt (0,5 km nördlich). Die St 2259 führt nach Lachheim (0,8 km südöstlich) bzw. nach Thierberg (2,2 km westlich).

## Geschichte
Der Ort wurde 1456 als „Mule zu Frannckenfurt“ erstmals erwähnt, 1616 wurde der Ort „Gleßmühl“ genannt. Die Bedeutung des Ortsnamens ist unklar. Eine Ableitung vom Familiennamen Klein oder der Kurzform des Personennamens Nikolaus oder dem Substantiv klōʒ (mhd. für Klumpen), das die Bodenbeschaffenheit beschreiben könnte, ist aus sprachwissenschaftlicher Sicht unwahrscheinlich.
Im Rahmen des Gemeindeedikts (frühes 19. Jahrhundert) wurde Klösmühle dem Steuerdistrikt Thierberg und der Ruralgemeinde Frankfurt zugeordnet. Am 1. Januar 1972 wurde Klösmühle im Zuge der Gebietsreform in Bayern nach Markt Taschendorf eingemeindet.

### Baudenkmäler
- Mühle[9]

### Einwohnerentwicklung
| Jahr      | 001818 | 001836 | 001840 | 001861 | 001871 | 001885 | 001900 | 001925 | 001950 | 001961 | 001970 | 001987 |
| Einwohner |        | 8      | 8      | 5      | 5      | 4      | 11     | 6      | 8      | 7      | 9      | 4      |
| Häuser    | 1      | 1      | 1      |        |        | 1      | 1      | 1      | 1      | 1      |        | 1      |
| Quelle    | [ 7 ]  | [ 11 ] | [ 12 ] | [ 13 ] | [ 14 ] | [ 15 ] | [ 16 ] | [ 17 ] | [ 18 ] | [ 19 ] | [ 20 ] | [ 1 ]  |

## Religion
Klösmühle ist römisch-katholisch geprägt und war ursprünglich nach Mariä Himmelfahrt (Scheinfeld) gepfarrt. Seit 1931 ist die Kuratie St. Margaretha (Kornhöfstadt) zuständig.